# Andreas Fischbacher
Andreas Fischbacher (* 1973 in Ramsau am Dachstein) ist ein österreichischer Skibergsteiger.
Fischbacher betreibt die Sportart Skibergsteigen seit 1998 und aktiver Läufer des österreichischen Nationalkaders. 2000 gewann er den Hochwurzen-Berglauf und erreichte bei der Weltmeisterschaft Skibergsteigen im Staffellauf zusammen mit Martin Bader, Andreas Kalss und Alexander Lugger den fünften Platz.